# Дрю, Терренс
Терренс Майкл Дрю (англ. Terrance Michael Drew; род. 22 ноября 1976) — врач и политик, 4-й действующий премьер-министр Сент-Китс и Невис, избранный в Национальное собрание на всеобщих выборах 5 августа 2022 года.
В 1996 году окончил колледж Кларенса Фицроя Брайанта. В возрасте 19 лет работал учителем на полставки в средней школе Бастера. В 1998 году отправился на Кубу, чтобы изучать медицину, и окончил Universidad de Ciencias Médicas de Villa Clara в Санта-Кларе. Затем Дрю вернулся на Сент-Китс, чтобы работать врачом общей практики. Позже он отправился в Техас, чтобы изучать внутреннюю медицину, и в 2013 году окончил Центр медицинских наук Техасского технологического университета.
Он был избран лидером Лейбористской партии Сент-Китс и Невис в ноябре 2021 года.
Министерство Терренса Дрю было приведено к присяге 15 августа 2022 года.
После коронации короля Карла III заявил, что его правительство рассматривает возможность перехода к республиканской форме правления.